# أبو محمد عبد الله الثاني الزياني
 أبو محمد عبد الله الثاني  سلطان الدولة الزيانية السادس والعشرون بتلمسان. تولى بعد وفاة أخيه السلطان أبي حمو موسى الثالث وحكم لفترتين الأولى من سنة 1518 إلى سنة 1519 خلعه بعدها أخوه أبو سرحان المسعود، والثانية بعد استعادته للملك سنة 1519 إلى وفاته.

## اسمه ونسبه
أبو محمد عبد الله الثاني بن أبي عبد الله المتوكل بن أبي زيان محمد بن أبي ثابت الثاني بن أبي تاشفين الثاني بن أبي حمو موسى الثاني بن أبي يعقوب يوسف بن أبي زيد عبد الرحمن بن أبي زكريا يحي بن يغمراسن بن زيان العبدوادي الزناتي.

ولد سنة 855 هـ / 1451 م. من أبناءه آخر سلاطين بني زيان الثلاثة أبو عبد الله السادس وأبو زيان الرابع ومولاي الحسن والأمير عبد الله والأمير عمر والأميرة عائشة. من زوجاته بنت شيخ عرب بني عامر عبد الرحمن بن رضوان العامري وهي أم ابنه الأصغر عبد الله.

## حكمه
تولى الحكم بعد وفاة أخيه السلطان أبي حمو موسى الثالث سنة 924 هـ/ 1518 م.

## وفاته
توفي سنة 930 هـ / 1524 م وخلفه ابنه أبو عبد الله السادس.
| سبقه أبو حمو موسى الثالث | سلطان الدولة الزيانية 1518 - 1519 | تبعه أبو سرحان المسعود   |
| سبقه أبو سرحان المسعود   | الفترة الثانية 1519 - 1524        | تبعه أبو عبد الله السادس |